# Phạm Văn Bạch
Phạm Văn Bạch (1910 – 1986), tên thường gọi là Hai Bạch, là Giáo sư, Luật sư, ông nguyên là Chủ tịch Ủy ban kháng chiến Hành chánh Nam Bộ, Chánh án Tòa án nhân dân Tối cao, Phó chủ tịch Hội Luật gia Dân chủ Quốc tế, Ủy viên chủ tịch đoàn Ủy ban trung ương Mặt trận Tổ quốc Việt Nam.

## Tiểu sử
Phạm Văn Bạch sinh ngày 18-6-1910 tại Khánh Lộc, tỉnh Trà Vinh. Cha ông là cụ Phạm Văn Phó (Tự là Trương Văn Phó, vị trí là trắc địa sư), cụ bà Phó là con của Đốc Phủ Sứ tỉnh trưởng Gia Định (Trần Quảng Nhã)
Sau khi tốt nghiệp trung học, năm 18 tuổi, Phạm Văn Bạch được gia đình cho đi du học tại khoa Luật Trường Đại học Lyon-Pháp. Năm 22 tuổi, Phạm Văn Bạch đỗ Cử nhân Luật và Cử nhân Triết học. Năm 1936, ông đỗ Tiến sĩ Luật tại trường Đại học Lyon với luận án "Hiến pháp Xô Viết và thực tiễn Xô Viết - giải pháp đúng đắn cho vấn đề dân tộc và giai cấp".
Năm 1936, sau khi đỗ Tiến sĩ Luật học tại Trường Đại học Lyon, ông về Việt Nam, hành nghề luật sư và dạy học ở Thành phố Cần Thơ. Ông liên lạc với các tổ chức kháng chiến đóng trên địa bàn các tỉnh miền Tây Nam Bộ và bắt đầu tham gia hoạt động cách mạng.
Tháng 8 năm 1945, Chủ tịch Hồ Chí Minh chủ trương giao cho các nhân sĩ, trí thức yêu nước giữ nhiệm vụ quan trọng trong các ủy ban kháng chiến hành chính, luật sư Phạm Văn Bạch được bầu làm Chủ tịch Ủy ban Kháng chiến Hành chính Nam Bộ thay ông Trần Văn Giàu, chức vụ cao nhất trong bộ máy chính quyền cách mạng lúc đó. Phó Chủ tịch Ủy ban là Luật sư Phạm Ngọc Thuần.
Tháng 9 năm 1945, khi cuộc kháng chiến chống Pháp ở Nam bộ bùng nổ, ông rời Sài Gòn ra bưng biền tham gia lãnh đạo cuộc kháng chiến.
Năm 1954, luật sư Phạm Văn Bạch được lệnh tập kết ra miền Bắc nhận nhiệm vụ mới theo tinh thần Hiệp định Genève. Tháng 9 năm 1954, ông được cử giữ chức vụ Phó ban Miền Nam của Trung ương Đảng; từ tháng 1 năm 1955 đến tháng 6 năm 1957 là Thứ trưởng Bộ Nội vụ, kiêm Phó ban Quan hệ Bắc Nam của Chính phủ. Từ tháng 6 năm 1957 đến tháng 9 năm 1959, ông là Thứ trưởng Phủ Thủ tướng, kiêm Ủy viên Ủy ban kiện toàn tổ chức Trung ương của Chính phủ.
Từ tháng 5 năm 1959 ông kế nhiệm ông Trần Công Tường giữ chức Chánh án Tòa án nhân dân Tối cao đến tháng 5 năm 1981. Thời gian này, với vốn tri thức về công pháp quốc tế, ông được giao phụ trách cơ quan tố cáo tội ác chiến tranh của đế quốc Mỹ đã can thiệp vào cuộc chiến Việt Nam. Ông Bạch lập Tòa án quốc tế lên án quân đội Mỹ tàn sát nhân dân Việt Nam. Đặc biệt nhờ uy tín của mình, ông Phạm Văn Bạch đã thu hút được nhiều nhân vật tiếng tăm thế giới tham gia Tòa án quốc tế tố cáo tội ác chiến tranh của đế quốc Mỹ như nhà văn Jean Paul Sartre.
Từ tháng 5 năm 1983 ông là thành viên Uỷ ban Trung ương Mặt trận Tổ quốc Việt Nam và được bổ nhiệm chức vụ thành viên Đoàn Chủ tịch.
Ông mất ngày 8 tháng 3 năm 1986 tại thành phố Hồ Chí Minh, thọ 77 tuổi.

## Chánh án Tòa án nhân dân Tối cao
Tiến sĩ Luật học Phạm Văn Bạch là Chánh án Tòa án nhân dân Tối cao đầu tiên của Việt Nam. Ông giữ cương vị Chánh án Tòa án nhân dân Tối cao trong 21 năm (1959-1980). Hồi ký của ông đăng trên Báo Nhân dân tháng 8 năm 1982 kể: "Có những vụ án khi giám đốc xét và xử cuối cùng, Tòa án nhân dân Tối cao phát hiện ra những tình tiết mới chứng minh không thể chối cãi rằng: người đã bị lên án là không có tội, hoặc đáng được khoan hồng, hoặc khẳng định được kẻ bị kết án đúng là đã phạm tội. Theo đó mà bản án được sửa chữa hoặc bổ sung. Còn nhớ trong một vụ án, tôi đã tìm ra kẻ nguyên cáo chính ra phải là bị cáo và như thế vì công lý, vụ án đã đảo ngược…" Sau vụ án này, một cụ già đã làm thơ ca ngợi công lý gửi tặng Chánh án Tòa án nhân dân Tối cao Phạm Văn Bạch.

## Những " mốc son " đáng nhớ
- Phạm văn Bạch, năm 26 tuổi bảo vệ thành công luận án Cử nhân Luật khoa về đề tài Liên Xô tại Paris.
- Ngày 29-6-1946 Phạm văn Bạch được Chủ tịch Hồ Chí Minh kết nạp Đảng.
- Phạm văn Bạch tham gia cách mạng và giữ cương vị Chủ tịch Ủy ban hành chính kháng chiến Nam bộ. Ông ra Bắc giữ cương vị Chánh án Tòa án nhân dân tối cao từ khi thành lập đến khi ông nghỉ hưu.
- Phạm Văn Bạch liên tục được bầu giữ cương vị Phó Chủ tịch Hội Luật gia Việt Nam, ủy viên Ban pháp chế Trung ương Đảng, Ủy viên Đoàn Chủ tịch MTTQ Việt Nam, Viện trưởng Viện Luật học, Phó Chủ tịch Hội Luật gia dân chủ thế giới…

## Vinh danh
- Tên ông được đặt cho nhiều con đường ở Thành phố Hồ Chí Minh và Đà Nẵng, Hà Nội.
- Ở TP. Hồ Chí Minh, đường Phạm Văn Bạch dài hơn 3 km nối từ đường Trường Chinh, phường 15, quận Tân Bình tới đường Quang Trung, phường 12, quận Gò Vấp.
- Ở TP. Hà Nội, đường Phạm Văn Bạch dài 500m nối từ đường Trung Kính, phường Yên Hòa, quận Cầu Giấy tới đường Trần Thái Tông, phường Dịch Vọng Hậu, quận Cầu Giấy.